# Eleição municipal de Porto Alegre em 1959
As eleições municipais em Porto Alegre em 1959 ocorreram em 4 de outubro [carece de fontes?] e elegeram prefeito e vereadores que regeriam o município. José Loureiro da Silva e Manoel Braga Gastal foram eleitos prefeito e vice, respectivamente.

## Resultados da eleição para prefeito
Foram computados 193.824 votos, sendo 180.904 válidos, 5.494 brancos e 7.426 nulos. Os dados são oriundos do Tribunal Regional Eleitoral do Rio Grande do Sul.
| Candidato a prefeito(a) de Porto Alegre | Coligação       | Votação | Percentual |
| --------------------------------------- | --------------- | ------- | ---------- |
| Loureiro da Silva PDC                   | —               | 95.527  | 52,81%     |
| Wilson Vargas PTB                       | —               | 78.408  | 43,34%     |
| Ary da Silva Delgado PSD                | PSD - UDN - PSB | 6.969   | 3,85%      |

## Resultados da eleição para vice-prefeito
Foram computados 193.824 votos, sendo 170.969 válidos, 16.137 brancos e 6.718 nulos. Os dados são oriundos do Tribunal Regional Eleitoral do Rio Grande do Sul.
| Candidato a prefeito(a) de Porto Alegre | Coligação       | Votação | Percentual |
| --------------------------------------- | --------------- | ------- | ---------- |
| Manoel Braga Gastal PL                  | —               | 85.708  | 50,13%     |
| Efraim Pinheiro Cabral PTB              | —               | 74.299  | 43,46%     |
| Godoy Bezerra PSD                       | PSD - UDN - PSB | 10.962  | 6,41%      |